# Stoke Holy Cross
Stoke Holy Cross es una localidad situada en el condado de Norfolk, en Inglaterra (Reino Unido). Según el censo de 2011, tiene una población de 917 habitantes.
Está ubicada al noreste de la región Este de Inglaterra, cerca de la ciudad de Norwich —la capital del condado— y de la costa del mar del Norte.